# Småhavre
Småhavre (Avena brevis) är en gräsart som beskrevs av Albrecht Wilhelm Roth. Enligt Catalogue of Life ingår Småhavre i släktet havren och familjen gräs, men enligt Dyntaxa är tillhörigheten istället släktet havren och familjen gräs. Arten förekommer tillfälligt i Sverige, men reproducerar sig inte. Inga underarter finns listade i Catalogue of Life.